# 国方慶三
国方 慶三（くにかた けいぞう、1888年（明治21年）1月21日 - 1971年（昭和46年）4月28日）は、大日本帝国陸軍軍人。最終階級は陸軍少将。

## 経歴
香川県出身。陸軍士官学校第22期卒業。1920年（大正9年）8月、陸軍歩兵大尉に進級し、1923年（大正12年）9月時点で歩兵第12連隊中隊長の任にあった。1925年（大正14年）9月時点で天津駐屯歩兵隊中隊長を兼ね、1927年（昭和2年）3月より歩兵第12連隊附となり、香川県師範学校に配属された。同年12月に陸軍歩兵少佐に進み、1929年（昭和4年）8月に学校配属を解かれ、1931年（昭和6年）8月に歩兵第12連隊大隊長に就任した。1933年（昭和8年）8月、陸軍歩兵中佐進級と同時に歩兵第49連隊附となり、横浜高等工業学校兼横浜高等工業学校附設工業教員養成所服務となったが、1936年（昭和11年）8月に同連隊附のまま、横浜専門学校配属となった。
1937年（昭和12年）8月、陸軍歩兵大佐進級と同時に第1師団司令部附となり、1938年（昭和13年）7月に歩兵第1連隊留守隊長（東部防衛司令部・留守第1師団）に着任した。1939年（昭和14年）8月に歩兵第149連隊長（第11軍・第101師団・歩兵第101旅団）に就任し、日中戦争に出動して各作戦で戦果を収めた。1940年（昭和15年）3月に麻布連隊区司令官に転じ、1941年（昭和16年）4月に同連隊区が東京連隊区に改編されるとそのまま司令官に就いた。同年8月には陸軍少将に進級し、1942年（昭和17年）9月に第13独立守備隊長（第16軍）に就任し、バンドンに出征した。1943年（昭和18年）11月に第13独立守備隊が独立混成第24旅団に改編されると、そのまま旅団長に移り、インドネシア防衛の任に就いた。1944年（昭和19年）2月1日に台湾軍兵務部長に転じ、第10方面軍兵務部長を経て、1945年（昭和20年）2月に台湾軍管区兵務部長に就任して終戦を迎えた。